# José Sanfilippo
José Francisco Sanfilippo (* 4. května 1935, Buenos Aires) je bývalý argentinský fotbalista.

## Fotbalová kariéra
José Sanfilippo hrál jako útočník za CA San Lorenzo de Almagro, CA Boca Juniors, Nacional Montevideo, CA Banfield, Bangu Atlético Clube, Esporte Clube Bahia a CA San Miguel.
S 226 góly je historicky 9. nejlepším střelcem 1. argentinské ligy a s 200 góly je historicky nejlepším střelcem CA San Lorenzo de Almagro v 1. argentinské lize. 4 roky po sobě byl králem střelců argentinské ligy.
Za Argentinu hrál 29 zápasů a dal 21 gólů. Byl na MS 1958 a 1962.

## Úspěchy
San Lorenzo
- Primera División (3): 1959, 1972 Metropolitano, 1972 Nacional

Bahia
- Campeonato Baiano (2): 1970, 1971

Argentina
- Mistrovství Jižní Ameriky (1): 1957

Individuální
- Král střelců argentinské ligy (4): 1958 (28 gólů), 1959 (31 gólů), 1960 (34 gólů), 1961 (26 gólů)